# My
My is een dorp in de Belgische provincie Luik en een deelgemeente van Ferrières. My ligt zo'n 2,5 km ten westen van het dorpscentrum van Ferrières. In de deelgemeente ligt ook het dorp Ville.

## Geschiedenis
Op het eind van het ancien régime werd My een gemeente. In 1823 werd de aangrenzende gemeente Ville-en-Condroz opgeheven en bij My gevoegd. Bij de gemeentelijke fusies van 1977 verhuisde My van de provincie Luxemburg naar Luik en werd een deelgemeente van Ferrières.

## Demografische ontwikkeling
- Bronnen:NIS, Opm:1831 tot en met 1970=volkstellingen, 1976= inwoneraantal op 31 december

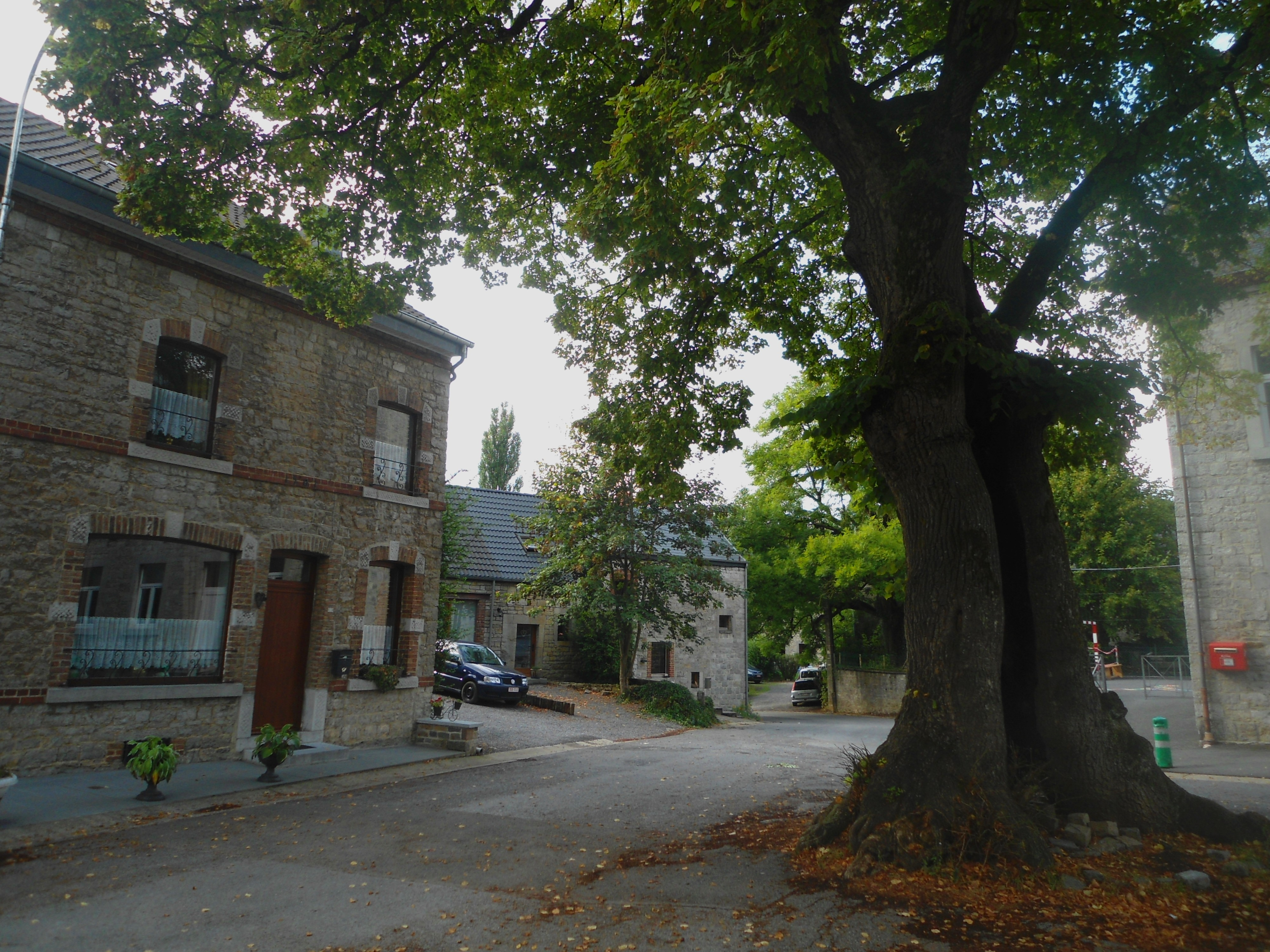
Dorpsplein